# Établissement public de coopération intercommunale
Pour les articles homonymes, voir EPCI.
Ne doit pas être confondu avec les EPIC
En France, un établissement public de coopération intercommunale (EPCI) est une structure administrative regroupant plusieurs communes afin d'exercer certaines de leurs compétences en commun. Il s'agit de la forme la plus aboutie d'intercommunalité. Elle est régie par la cinquième partie du Code général des collectivités territoriales.
Il existe deux types d'EPCI. D'une part, les EPCI à fiscalité propre — que sont les agglomérations (les métropoles, les communautés urbaines, les communautés d'agglomération, les communautés de communes, Aix-Marseille et le Grand Paris) — sont des établissements dits « de projet » qui exercent des compétences obligatoires fixées par la loi et des compétences facultatives confiées par les communes, dans le cadre d'un « projet de territoire ». D'autre part, les EPCI sans fiscalité propre, appelés syndicats intercommunaux, sont créés spécifiquement dans le but d'exercer certaines compétences, et sont pour cette raison des établissements dits « techniques ».
Héritières des districts, des communautés de villes et des syndicats d'agglomération nouvelle, qui sont d'anciennes formes de collaboration intercommunale, les EPCI contemporains se sont particulièrement développés depuis la loi Chevènement en 1999. 
Les EPCI peuvent eux-mêmes collaborer au sein de pôles métropolitains et de pôles d'équilibre territorial et rural, qui sont d'autres formes d'intercommunalités ayant un statut de syndicat mixte.
Aujourd'hui, en principe, chaque commune doit appartenir à un EPCI à fiscalité propre, en vertu de la réforme territoriale du 16 décembre 2010 et de la loi NOTRe de 2015 ; à l'exception des îles monocommunales, bénéficiant d’une dérogation législative : L'Île-d'Yeu, Île-de-Bréhat, Île-de-Sein et Ouessant.

## Types
On peut distinguer deux catégories d'EPCI : celles à fiscalité propre et celles sans fiscalité propre.

### EPCI à fiscalité propre
Ces structures intercommunales disposent du droit de prélever l'impôt, sous forme de fiscalité additionnelle à celle perçue par les communes, ou, dans certains cas, à la place des communes (exemple de la taxe professionnelle unique, supprimé en 2010). En pratique, cela veut dire que les EPCI votent les taux d'imposition qu'ils veulent voir appliqués, dans le respect des dispositions légales.
Depuis la réforme des collectivités territoriales de 2010, les catégories d'EPCI à fiscalité propre sont, par tailles et niveaux d’intégration croissants,
- les communautés de communes,
- les communautés d'agglomération,
- les communautés urbaines,
- les métropoles.

Certaines formes d'EPCI ont été supprimées, telles que les « communautés de villes » ou les « districts ». Les structures intéressées se sont généralement transformées en communautés de communes ou d'agglomération. Depuis le 1er janvier 2016, en application de la loi NOTRe, les derniers syndicats d'agglomération nouvelle ont disparu, transformés en communautés d'agglomération (ou pour Ouest Provence, en territoire de la métropole d'Aix-Marseille-Provence) ; cette catégorie d'intercommunalité n'a été cependant supprimée qu'au 1er janvier 2017.

### EPCI sans fiscalité propre
Parmi eux :
- les syndicats intercommunaux dans deux catégories :
  - les SIVU (syndicat intercommunal à vocation unique)
  - les SIVOM (syndicat intercommunal à vocation multiple) groupant dans la même entité plusieurs vocations.
- Les syndicats mixtes

Leurs ressources proviennent essentiellement des cotisations versées par les communes membres.
Un syndicat peut être fiscalisé. Dans ce cas, il percevra une fiscalité additionnelle à celle des communes pour les quatre impôts locaux. Contrairement aux diverses communautés dotées d'une fiscalité propre, un syndicat ne peut voter ses taux d'imposition ; il ne vote qu'un produit fiscal attendu, l'administration fiscale déterminant en conséquence les taux à appliquer pour obtenir ce produit.
Les syndicats intercommunaux (les SIVU et SIVOM), sont peu à peu dissous au sein des EPCI à fiscalité propre, afin de réaliser des économies d'échelle.
Des syndicats intercommunaux n'existaient en fait que pour des coopérations entre communes non membres des mêmes EPCI à fiscalité propre, dans des domaines où leur propre EPCI ne pouvait pas assurer un service (par exemple le traitement des ordures ménagères ou le ramassage scolaire), et ces syndicats ne regroupaient pas toutes les communes des EPCI concernés. Toutes les communes du même EPCI à fiscalité propre sont aujourd'hui incitées à se montrer solidaires, et si l'EPCI ne peut pas assurer seul un service pour toutes ses communes, il adhérera à un syndicat mixte dans lequel toutes les communes de tous les EPCI membres seront solidaires. Les syndicats mixtes (et à plus grande échelle les nouveaux pôles métropolitains) vont gérer par exemple des services et infrastructures couvrant des zones beaucoup plus étendues que les seules communes d'un syndicat intercommunal ou EPCI (par exemple un parc naturel régional, un grand port ou un aéroport, un système de transport public longue distance, un parc commun de logements sociaux, une université, ou encore une usine de recyclage spécialisé), et où participent plusieurs EPCI, le département, la région ou des agences nationales.
Les autres syndicats intercommunaux restant au sein d'un EPCI ne servent que pour assurer des services non obligatoires qui ne concernent pas toutes les communes membres et qui ne nécessitent pas de coopération avec d'autres EPCI ou collectivités hors de l'EPCI, ni la solidarité de toutes les communes membres. Ils peuvent exister par exemple pour gérer un équipement commun partagé entre deux communes voisines mais non géré directement par l'EPCI, tel qu'un stade ou un centre culturel, une station d'épuration ou un centre de recyclage, ou encore un restaurant scolaire, ils ont alors le plus souvent une vocation unique (SIVU) lié à cet équipement : ils subsistent tant que cette vocation n'a pas été transférée à l'EPCI à fiscalité propre (après acceptation par les autres communes de la prendre en charge solidairement).

## Création
La création d'un EPCI se déroule en 3 étapes successives. Elle est prévue par l’article L. 5211-5 du code général des collectivités territoriales. Le préfet tenant un rôle important dans le processus.
1. Définition du périmètre de l'EPCI. Il s'agit d'une demande de communes souhaitant s'associer ou d'un projet proposé par le représentant de l'État lui-même. Il peut, dans ce cas et au titre de l'intérêt général, imposer le rattachement de communes n'ayant pas exprimé le souhait de participer à cette création[4]. Si la création est à son initiative, il doit aussi consulter la commission départementale de coopération intercommunale.
2. Consultation des communes concernées. Dans un délai de trois mois, les communes concernées doivent donner leur avis, par un vote, sur le projet, le périmètre et les futurs statuts. Une majorité qualifiée doit se dégager lors du vote. Cette majorité doit représenter les deux tiers des communes, représentant la moitié de la population totale, ou bien la moitié des communes regroupant les deux tiers de la population. De plus, cette majorité doit comprendre les communes comptant plus du quart de la population totale pour les communautés de communes et, dans le cas d’une communauté d’agglomération ou d’une communauté urbaine, plus du quart de la population de la commune la plus importante de l'EPCI.
3. Le préfet publie l'arrêté de création constatant la naissance de l'EPCI.

## Organisation
Les EPCI sont administrés par un conseil délibérant dont les membres sont issus de chacune des communes membres.
Ils sont présidés par le président du conseil délibérant, qui, outre son rôle de préparation et d'exécution des délibérations du conseil, est doté de pouvoirs propres. Le président est assisté d'un bureau, composé essentiellement des vice-présidents, qui peut recevoir certaines délégations du conseil délibérant.

### Conseil délibérant
Le conseil de l'EPCI est appelé, selon le statut de l'organisme concerné, comité syndical, conseil communautaire ou conseil métropolitain. Chaque commune membre est nécessairement représentée dans ce conseil.

#### Composition du conseil
Depuis les élections municipales de 2014, les membres des conseils communautaires et métropolitains sont élus, en application des lois du 16 décembre 2010 et du 17 mai 2013, lors des élections municipales pour les communes de plus de 1000 habitants, et, pour les communes plus petites, désignés dans l'ordre du tableau. Auparavant, ils étaient élus par le conseil municipal dont ils émanaient au scrutin majoritaire, et en respectant la répartition entre les communes fixée par les statuts de l'intercommunalité.
Désormais, cette répartition est fixée dans les EPCI à fiscalité propre — et, à défaut d'accord de la majorité qualifiée des conseils municipaux pour les communautés de communes et les communautés d'agglomération — conformément aux dispositions de l'article L. 5211-6-1 III à V du Code général des collectivités territoriales, c'est-à-dire en répartissant le nombre de membres entre les communes principalement à la représentation proportionnelle à la plus forte moyenne, mais avec de nombreux correctifs destinés à assurer que chaque commune dispose au moins d'un siège, quelle que soit sa population, et que la commune la plus importante ne dispose pas de la majorité absolue des sièges.
Pour l'ensemble des EPCI à fiscalité propre, avant chaque renouvellement général des conseils municipaux et communautaires, le nombre de conseillers communautaires et la répartition de leurs sièges entre les communes membres est revu par arrêté préfectoral, afin de tenir compte de l'évolution de leurs populations respectives durant la mandature arrivant à terme.
En ce qui concerne les syndicats de communes, leur comité syndical est constitué de deux représentants par communes, élus par chaque conseil municipal, et ce quelles que soient les populations des communes membres. Il suffit d'être inscrit sur les listes électorales de la commune et de ne pas être frappé d'incompatibilité pour pouvoir être élu au comité syndical.

#### Élections des membres

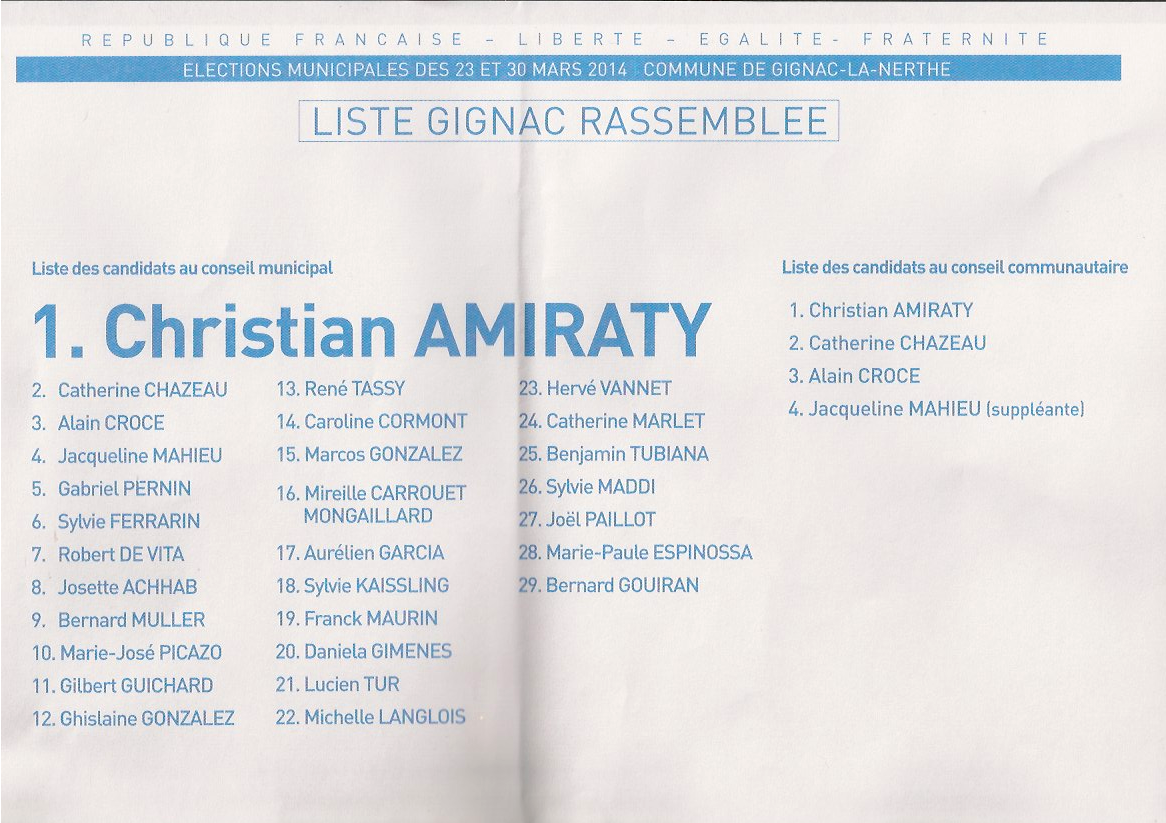
Exemple de bulletin de vote pour les élections de 2014 pour une commune de plus de 1000 habitants : à gauche, les candidats pour le conseil municipal de la commune et, à droite, les candidats pour le conseil communautaire.

À compter des élections municipales de 2014, les conseillers des EPCI sont élus de manière différenciée.

##### EPCI sans fiscalité propre
Les représentants des EPCI sans fiscalité propre demeurent élus par les conseils municipaux des communes membres.

##### EPCI à fiscalité propre
Le mode de scrutin diffère en fonction de la taille de la commune :
- Les représentants des communes de 1 000 habitants et plus dans les communautés et métropoles sont élus au scrutin direct dans le cadre des élections municipales, le bulletin de vote de chaque liste comprenant, dans sa partie gauche, la liste des candidats au conseil municipal, et, dans sa partie droite, la liste des candidats au conseil communautaire[9].

Des règles complexes encadrent l'élaboration des listes des candidats aux fonctions de conseiller communautaire afin que tous les élus soient bien également conseillers municipaux et de garantir le respect de la parité :
« I. ― La liste des candidats aux sièges de conseiller communautaire figure de manière distincte sur le même bulletin que la liste des candidats au conseil municipal dont elle est issue.
Sous réserve du II, la présentation de la liste des candidats au conseil municipal et à l'organe délibérant de l'établissement public de coopération intercommunale à fiscalité propre est soumise aux règles suivantes :
 1° La liste des candidats aux sièges de conseiller communautaire comporte un nombre de candidats égal au nombre de sièges à pourvoir, augmenté d'un candidat supplémentaire si ce nombre est inférieur à cinq et de deux dans le cas inverse ;
2° Les candidats aux sièges de conseiller communautaire figurent dans l'ordre de présentation dans lequel ils apparaissent sur la liste des candidats au conseil municipal ;
3° La liste des candidats aux sièges de conseiller communautaire est composée alternativement de candidats de chaque sexe ;
4° Tous les candidats présentés dans le premier quart de la liste des candidats aux sièges de conseiller communautaire doivent figurer, de la même manière et dans le même ordre, en tête de la liste des candidats au conseil municipal
5° Tous les candidats aux sièges de conseiller communautaire doivent figurer au sein des trois premiers cinquièmes de la liste des candidats au conseil municipal. 
II. ― Lorsque le nombre de sièges de conseiller communautaire à pourvoir, augmenté en application du 1° du I, excède les trois cinquièmes du nombre de sièges de conseiller municipal à pourvoir, la liste des candidats aux sièges de conseiller communautaire reprend l'ordre de présentation de la liste des candidats au conseil municipal.  »
— Article L. 273-9 du Code électoral
Par exemple, dans une commune de 9 000 habitants, dont le nombre de conseillers municipaux est de 29 membres, et dont les statuts de l'intercommunalité lui attribuaient trois conseillers communautaires, chaque liste de candidats doit prévoir les noms de quatre candidats aux élections municipales qui sont également candidat au conseil communautaire (les trois sièges plus un suppléant). Tous les candidats aux fonctions de conseillers communautaires doivent figurer dans les 17 premiers candidats au conseil municipal (règle des trois cinquièmes) et la règle d'alternance homme/femme doit être respectée à la fois pour les candidats municipaux et les candidats communautaires.
Dans cette commune dotée de 29 conseillers municipaux, la règle du premier quart arrondi à l'inférieur (4x0.25=1) impose que seule la tête de liste municipale doive être obligatoirement placée en première position sur la liste intercommunale. Le choix des quatre autres candidats communautaires peut se faire parmi les 16 autres premiers candidats municipaux, mais en respectant l'ordre de présentation : par exemple, si l'on place la candidate no 8 en seconde position, il n'est pas possible par la suite de placer le no 5 de la liste municipale en troisième position.
Lors de l'élection, la répartition des sièges des conseillers communautaires de la commune entre les diverses listes candidates se fait à la représentation proportionnelle avec prime majoritaire, comme pour les conseillers municipaux, ce qui assure désormais la représentation des oppositions municipales aux conseils communautaires, et contribue au respect de l'objectif de parité entre hommes et femmes au sein des conseils communautaires.
- Les représentants des communes de moins de 1 000 habitants dans les communautés et métropoles sont, en fonction du nombre de sièges à attribuer, le maire, éventuellement des maires-adjoints et si nécessaire des conseillers municipaux dans l'ordre du tableau[13], qui est défini comme suit :

« (…) Après le maire, prennent rang les adjoints puis les conseillers municipaux.
(…) les adjoints prennent rang selon l'ordre de leur élection et, entre adjoints élus sur la même liste, selon l'ordre de présentation sur la liste.
En ce qui concerne les conseillers municipaux, l'ordre du tableau est déterminé, même quand il y a des sections électorales :
1° Par ancienneté de leur élection, depuis le dernier renouvellement intégral du conseil municipal ;
2° Entre conseillers élus le même jour, par le plus grand nombre de suffrages obtenus ;
3° Et, à égalité de voix, par priorité d'âge. »
— Article L. 2121-1 du Code général des collectivités territoriales.
Dans les communautés et métropoles, les élus sont nécessairement élus également conseillers municipaux (ou d'arrondissement, pour Paris, Lyon et Marseille). Certains d'entre eux pourront être étrangers ressortissants de l'Union européenne, alors qu'ils ne peuvent être maires ou maires-adjoints.
De nombreuses dispositions du code électoral établissent des inéligibilités et des incompatibilités, destinées à assurer à la fois la liberté de conscience des électeurs et l'indépendance des élus. C'est ainsi, par exemple, que ne peuvent être candidats aux fonctions de conseillers municipaux certains fonctionnaires dans les communes concernées par l'exercice de leur fonction (préfets, juges, policiers, officiers de l'armée, hauts-fonctionnaires des conseils régionaux ou départementaux...), ainsi que les agents de la commune ou les responsables d'entreprises travaillant pour la commune. À compter des élections municipales de 2014, d'autres incompatibilités s'y rajoutent, concernant spécifiquement les conseillers communautaires. Ceux-ci ne peuvent être salariés de l'EPCI ou de son centre intercommunal d'action sociale, ni être salarié d'une commune membre de l'EPCI. De même, ne pourront plus être candidats aux fonctions de conseillers municipaux les cadres dirigeants et chefs de service titulaires d'une délégation de signature de l'EPCI à fiscalité propre auquel adhère la commune.

« Ces dispositions permettent de mettre fin à des situations peu satisfaisantes caractérisées par un mélange des genres entre l’exercice de fonctions électives au sein des intercommunalités et l’occupation de fonctions professionnelles dans ces mêmes structures. »

### Président
Le président de l'EPCI est élu par le conseil délibérant.
Le président est l'organe exécutif de l'EPCI, prépare et exécute les délibérations de l'organe délibérant, qu'il convoque. Il est le chef des services de l'établissement public, qu'il représente en justice, et peut déléguer une partie de ses fonctions aux vice-présidents, voire à d'autres membres du bureau. Il est l'« autorité territoriale », au sens du statut des fonctionnaires.
Il dispose de certains pouvoirs de police, de plein droit pour l'exercice des compétences de l'EPCI, ou par délégation volontaire des communes.
Ce système d'élection, sous la forme d'un troisième tour décorrélé de la logique de la campagne des élections municipales, poserait d'après plusieurs chercheurs en sciences politiques (Fabien Desage, Simon Persico) un grave problème de représentation démocratique au sein des EPCI.

### Bureau
Le bureau d'un EPCI est composé du président, d'un ou plusieurs vice-présidents et, éventuellement, d'un ou de plusieurs autres membres.
Il peut recevoir des délégations de pouvoir du conseil délibérant, à l'exception de certains sujets, notamment en matière budgétaire.

## Compétences
Les EPCI exercent des compétences qui leur sont déléguées par leurs communes membres, certaines compétences pouvant être obligatoires en fonction de la catégorie d'EPCI envisagée. Ces types de structures choisissent des compétences obligatoires et des compétences facultatives. À compétence identique, elles englobent les anciennes structures (par exemple les syndicats d'alimentation en eau potable). Elles peuvent notamment adopter des schémas de cohérence territoriale depuis la Loi relative à la solidarité et au renouvellement urbains (13 décembre 2000).
Les transferts de compétences sont décidés par délibérations concordantes de l'organisme délibérant de l'EPCI et des conseils municipaux se prononçant dans les conditions de majorité requise pour la création de l'EPCI. Le conseil municipal de chaque commune membre dispose d'un délai de trois mois, à compter de la notification au maire de la commune de la délibération de l'organe délibérant de l'établissement public de coopération intercommunale, pour se prononcer sur les transferts proposés. À défaut de délibération dans ce délai, sa décision est considérée comme favorable. Le transfert de compétences est ensuite prononcé par arrêté préfectoral.
D'un point de vue financier, ce transfert de compétences donne lieu à une évaluation des charges transférées des communes vers l'EPCI par le travail de la CLECT, commission locale d'évaluation des charges transférées. Cette commission calcule un montant d'attribution de compensation (qui peut être positif ou négatif) et versé chaque année de l'EPCI vers les communes membres.
Avant le 15 août 2015, date de la promulgation de la loi portant nouvelle organisation territoriale de la République, les compétences obligatoires et optionnelles se répartissaient comme suit par intercommunalité.
| Intercommunalité                                   | Compétences obligatoires avant la loi Notre | Compétences facultatives avant la loi Notre |
| -------------------------------------------------- | --- | --- |
| Syndicat intercommunal à vocation unique (SIVU)    | Une seule compétence | |
| Syndicat intercommunal à vocation multiple (SIVOM) | Plusieurs compétences | |
| Syndicat d'agglomération nouvelle (SAN)            | | - Programmation et investissement en urbanisme - Logement - Transports - Réseaux divers - Création de voies nouvelles - Développement économique |
| Communauté de communes (CC)                        | - Aménagement de l'espace - Actions de développement économique | Au moins 4 parmi : - Environnement - Politique du logement et du cadre de vie - Voirie - Équipements culturels, sportifs et scolaires - Tout ou partie de l'assainissement - Action sociale d'intérêt communautaire Tout ou partie de l'action sociale, après une convention passée avec le département |
| Communauté d'agglomération (CA)                    | - Développement économique et aménagement de l'espace communautaire, - Équilibre social de l'habitat - Politique de la ville | Au moins 3 parmi : - Assainissement, eau - Protection et mise en valeur de l'environnement et du cadre de vie - Aménagement - Entretien et gestion de voirie, de parcs de stationnement - Construction d'équipements culturels et sportifs d'intérêt communautaire - Action sociale d'intérêt communautaire |
| Communauté urbaine (CU)                            | - Développement et aménagement économique social et culturel de l'espace communautaire - Aménagement de l'espace communautaire - Équilibre social de l'habitat sur le territoire communautaire - Politique de la ville dans la communauté. - Gestion des services d'intérêt collectif - Protection et mise en valeur de l'environnement et de la politique du cadre de vie | Tout ou partie de l'action sociale, après une convention passée avec le département |
| Métropole                                          | Compétences précédemment dévolues aux communes : - Développement et aménagement économique, social et culturel - Aménagement de l'espace métropolitain - Politique locale de l'habitat - Politique de la ville - Gestion de certains services d'intérêt collectif - Protection et de mise en valeur de l'environnement et de politique du cadre de vie Compétences précédemment dévolues au département : - Transports scolaires - Gestion des routes départementales - Zones d'activités et promotion à l'étranger du territoire et de ses activités économiques Compétences précédemment dévolues à la région : - Promotion à l'étranger du territoire et de ses activités économiques | Après une convention passée avec le département : - Action sociale - Collèges - Développement économique - Schéma d'aménagement touristique départemental et comité départemental du tourisme - Musées départementaux - Équipements sportifs départementaux Après une convention passée avec la région : - Lycées - Développement économique Délégation de l'État, à la demande de la métropole : - Grands équipements et infrastructures |

## Ressources
Les ressources fiscales des EPCI sont assurées, jusqu'aux réformes de 2018-2020, par les quatre taxes locales : taxe d'habitation, taxes foncières sur les propriétés bâties, taxes foncières sur les propriétés non bâties et contribution économique territoriale (qui succède, en 2010, à la taxe professionnelle). Les EPCI peuvent aussi bénéficier de la TASCOM et de certaines IFER. Ils peuvent aussi bénéficier de la fiscalité éolienne unique (FEU) visant à imposer les éoliennes terrestres implantées sur leur territoire.
Deux régimes fiscaux leur sont autorisés : une fiscalité additionnelle à celle des communes ou une fiscalité se substituant partiellement à celle des communes (régime de la fiscalité professionnelle unique ou d'agglomération). Un régime hybride, plus ancien, est lié à la création d'une zone d'activité économique sur le territoire de l'EPCI ; il mélange la fiscalité additionnelle et la fiscalité unique.
Avec les réformes fiscales de 2020 (suppression de la taxe d'habitation), les ressources des EPCI sont les suivantes, en grandes masses :
| Ressource                                        | milliards d'€ (2018) |
| ------------------------------------------------ | -------------------- |
| Taxe d'habitation (sera remplacée par de la TVA) | 4                    |
| Taxe foncière                                    | 2                    |
| CFE                                              | 7                    |
| CVAE                                             | 5                    |
| FCTVA                                            | 1                    |
| Dotation globale de fonctionnement               | 7                    |
| Dotation d'équipement                            | 1                    |
| Autres dotations d'investissement                | 1                    |

Total ressources 2018 : environ 28 milliards €

## Nombre d'EPCI à fiscalité propre en France
Au 1er janvier 2025, la France (Hexagone + DROM) compte 1 254 EPCI à fiscalité propre, auxquels s'ajoutent la Métropole de Lyon qui est assimilée à un EPCI, et 5 communautés de communes dans la collectivité d'outre-mer de Polynésie française. À l'exception de quatre îles monocommunales situées en Loire-Atlantique et dans le Finistère et qui bénéficient d'une dérogation, toutes les communes de France hexagonale et des départements et régions d'outre-mer (Guadeloupe, Martinique, Guyane, La Réunion et Mayotte) sont membres d'un EPCI à fiscalité propre.
CC = Communauté de communes ; CA = Communauté d'agglomération ; CU = Communauté urbaine. Les noms des intercommunalités sont ceux utilisés par l'INSEE .
| Rang | Intercommunalité                             | Statut                            | Département(s)                                                                                                 | Nombre de communes | Population municipale en vigueur (2022) |
| ---- | -------------------------------------------- | --------------------------------- | --- | ------------------ | --------------------------------------- |
| 1    | Métropole du Grand Paris                     | Métropole à statut particulier    | Paris (75) ; Essonne (91) ; Hauts-de-Seine (92) ; Seine-Saint-Denis (93) ; Val-de-Marne (94) ; Val-d'Oise (95) | 130                | 7 115 576                               |
| 2    | Métropole d'Aix-Marseille-Provence           | Métropole à statut particulier    | Bouches-du-Rhône (13) ; Var (83) ; Vaucluse (84)                                                               | 92                 | 1 922 626                               |
| 3    | Métropole de Lyon                            | Collectivité à statut particulier | Rhône (69) | 58                 | 1 433 613                               |
| 4    | Métropole Européenne de Lille                | Métropole                         | Nord (59) | 95                 | 1 194 040                               |
| 5    | Bordeaux Métropole                           | Métropole                         | Gironde (33)                                                                                                   | 28                 | 843 738                                 |
| 6    | Toulouse Métropole                           | Métropole                         | Haute-Garonne (31)                                                                                             | 37                 | 832 348                                 |
| 7    | Nantes Métropole                             | Métropole                         | Loire-Atlantique (44)                                                                                          | 24                 | 683 981                                 |
| 8    | Métropole Nice Côte d'Azur                   | Métropole                         | Alpes-Maritimes (06)                                                                                           | 51                 | 568 596                                 |
| 9    | Eurométropole de Strasbourg                  | Métropole                         | Bas-Rhin (67)                                                                                                  | 33                 | 517 386                                 |
| 10   | Montpellier Méditerranée Métropole           | Métropole                         | Hérault (34)                                                                                                   | 31                 | 516 657                                 |
| 11   | Métropole Rouen Normandie                    | Métropole                         | Seine-Maritime (76)                                                                                            | 71                 | 500 703                                 |
| 12   | Rennes Métropole                             | Métropole                         | Ille-et-Vilaine (35)                                                                                           | 43                 | 473 973                                 |
| 13   | Métropole Toulon-Provence-Méditerranée       | Métropole                         | Var (83) | 12                 | 449 782                                 |
| 14   | Grenoble-Alpes-Métropole                     | Métropole                         | Isère (38) | 49                 | 449 509                                 |
| 15   | CU Grand Paris Seine et Oise                 | Communauté urbaine                | Yvelines (78)                                                                                                  | 73                 | 433 255                                 |
| 16   | Saint-Étienne Métropole                      | Métropole                         | Loire (42) | 53                 | 407 700                                 |
| 17   | CA Roissy Pays de France                     | Communauté d'agglomération        | Seine-et-Marne (77) ; Val-d'Oise (95)                                                                          | 42                 | 362 933                                 |
| 18   | CA Grand Paris Sud Seine Essonne Sénart      | Communauté d'agglomération        | Seine-et-Marne (77) ; Essonne (91)                                                                             | 23                 | 361 024                                 |
| 19   | CA Saint Germain Boucles de Seine            | Communauté d'agglomération        | Yvelines (78) ; Val-d'Oise (95)                                                                                | 19                 | 341 547                                 |
| 20   | CA du Pays Basque                            | Communauté d'agglomération        | Pyrénées-Atlantiques (64)                                                                                      | 158                | 325 721                                 |
| 21   | CA Communauté Paris-Saclay                   | Communauté d'agglomération        | Essonne (91)                                                                                                   | 27                 | 319 695                                 |
| 22   | CU Angers Loire Métropole                    | Communauté urbaine                | Maine-et-Loire (49)                                                                                            | 29                 | 308 806                                 |
| 23   | Tours Métropole Val de Loire                 | Métropole                         | Indre-et-Loire (37)                                                                                            | 22                 | 299 019                                 |
| 24   | CU du Grand Reims                            | Communauté urbaine                | Marne (51) | 143                | 297 492                                 |
| 25   | Clermont Auvergne Métropole                  | Métropole                         | Puy-de-Dôme (63)                                                                                               | 21                 | 296 677                                 |
| 26   | Orléans Métropole                            | Métropole                         | Loiret (45) | 22                 | 293 673                                 |
| 27   | CA Val Parisis                               | Communauté d'agglomération        | Val-d'Oise (95)                                                                                                | 15                 | 288 829                                 |
| 28   | CU Perpignan Méditerranée Métropole          | Communauté urbaine                | Pyrénées-Orientales (66)                                                                                       | 37                 | 277 926                                 |
| 29   | CU Caen la Mer                               | Communauté urbaine                | Calvados (14)                                                                                                  | 48                 | 277 248                                 |
| 30   | CA de Béthune-Bruay, Artois-Lys Romane       | Communauté d'agglomération        | Pas-de-Calais (62)                                                                                             | 100                | 275 736                                 |
| 31   | CA Mulhouse Alsace Agglomération             | Communauté d'agglomération        | Haut-Rhin (68)                                                                                                 | 39                 | 272 950                                 |
| 32   | CA Versailles Grand Parc                     | Communauté d'agglomération        | Yvelines (78) ; Essonne (91)                                                                                   | 18                 | 268 563                                 |
| 33   | CU Le Havre Seine Métropole                  | Communauté urbaine                | Seine-Maritime (76)                                                                                            | 54                 | 266 929                                 |
| 34   | CA de Nîmes Métropole                        | Communauté d'agglomération        | Gard (30) | 39                 | 261 624                                 |
| 35   | Dijon Métropole                              | Métropole                         | Côte-d'Or (21)                                                                                                 | 23                 | 258 630                                 |
| 36   | Métropole du Grand Nancy                     | Métropole                         | Meurthe-et-Moselle (54)                                                                                        | 20                 | 258 208                                 |
| 37   | CA de Lens - Liévin                          | Communauté d'agglomération        | Pas-de-Calais (62)                                                                                             | 36                 | 242 591                                 |
| 38   | CA de Saint-Quentin-en-Yvelines              | Communauté d'agglomération        | Yvelines (78)                                                                                                  | 12                 | 233 591                                 |
| 39   | CA Paris - Vallée de la Marne                | Communauté d'agglomération        | Seine-et-Marne (77)                                                                                            | 12                 | 232 536                                 |
| 40   | Metz Métropole                               | Métropole                         | Moselle (57)                                                                                                   | 46                 | 230 314                                 |
| 41   | CA Valence Romans Agglo                      | Communauté d'agglomération        | Drôme (26) | 54                 | 224 841                                 |
| 42   | CA Territoire de la Côte Ouest               | Communauté d'agglomération        | La Réunion (974)                                                                                               | 5                  | 218 990                                 |
| 43   | CA de Cergy-Pontoise                         | Communauté d'agglomération        | Yvelines (78) ; Val-d'Oise (95)                                                                                | 13                 | 217 763                                 |
| 44   | CA Intercommunale du Nord de la Réunion      | Communauté d'agglomération        | La Réunion (974)                                                                                               | 3                  | 216 588                                 |
| 45   | Brest Métropole                              | Métropole                         | Finistère (29)                                                                                                 | 8                  | 213 403                                 |
| 46   | CA du Grand Annecy                           | Communauté d'agglomération        | Haute-Savoie (74)                                                                                              | 34                 | 211 259                                 |
| 47   | CU Le Mans Métropole                         | Communauté urbaine                | Sarthe (72) | 20                 | 209 651                                 |
| 48   | CA Lorient Agglomération                     | Communauté d'agglomération        | Morbihan (56)                                                                                                  | 25                 | 208 113                                 |
| 49   | CA Cœur d'Essonne Agglomération              | Communauté d'agglomération        | Essonne (91)                                                                                                   | 21                 | 208 019                                 |
| 50   | CU Limoges Métropole                         | Communauté urbaine                | Haute-Vienne (87)                                                                                              | 20                 | 207 147                                 |
| 51   | CU Grand Besançon Métropole                  | Communauté urbaine                | Doubs (25) | 67                 | 198 387                                 |
| 52   | CA du Grand Avignon                          | Communauté d'agglomération        | Gard (30) ; Vaucluse (84)                                                                                      | 16                 | 198 133                                 |
| 53   | CU du Grand Poitiers                         | Communauté urbaine                | Vienne (86) | 40                 | 196 849                                 |
| 54   | CU de Dunkerque                              | Communauté urbaine                | Nord (59) | 17                 | 192 635                                 |
| 55   | CA Valenciennes Métropole                    | Communauté d'agglomération        | Nord (59) | 35                 | 191 885                                 |
| 56   | CA Plaine Vallée                             | Communauté d'agglomération        | Val-d'Oise (95)                                                                                                | 18                 | 186 216                                 |
| 57   | CA de Sophia Antipolis                       | Communauté d'agglomération        | Alpes-Maritimes (06)                                                                                           | 24                 | 183 991                                 |
| 58   | CA Intercommunale des Villes Solidaires      | Communauté d'agglomération        | La Réunion (974)                                                                                               | 6                  | 183 641                                 |
| 59   | CA Amiens Métropole                          | Communauté d'agglomération        | Somme (80) | 39                 | 182 854                                 |
| 60   | CA de La Rochelle                            | Communauté d'agglomération        | Charente-Maritime (17)                                                                                         | 28                 | 181 057                                 |
| 61   | CA du Cotentin                               | Communauté d'agglomération        | Manche (50) | 129                | 178 684                                 |
| 62   | CA Val d'Yerres Val de Seine                 | Communauté d'agglomération        | Essonne (91)                                                                                                   | 9                  | 177 954                                 |
| 63   | CA Golfe du Morbihan - Vannes Agglomération  | Communauté d'agglomération        | Morbihan (56)                                                                                                  | 34                 | 177 719                                 |
| 64   | CA Troyes Champagne Métropole                | Communauté d'agglomération        | Aube (10) | 81                 | 175 540                                 |
| 65   | CA Pau Béarn Pyrénées                        | Communauté d'agglomération        | Pyrénées-Atlantiques (64)                                                                                      | 31                 | 166 794                                 |
| 66   | CA de la Porte du Hainaut                    | Communauté d'agglomération        | Nord (59) | 47                 | 158 351                                 |
| 67   | CA Cannes Pays de Lérins                     | Communauté d'agglomération        | Alpes-Maritimes (06)                                                                                           | 5                  | 156 338                                 |
| 68   | CA Saint-Brieuc Armor Agglomération          | Communauté d'agglomération        | Côtes-d'Armor (22)                                                                                             | 32                 | 154 023                                 |
| 69   | CA du Centre Littoral                        | Communauté d'agglomération        | Guyane (973)                                                                                                   | 6                  | 152 190                                 |
| 70   | CA du Centre de la Martinique                | Communauté d'agglomération        | Martinique (972)                                                                                               | 4                  | 150 323                                 |
| 71   | CA Douaisis Agglo                            | Communauté d'agglomération        | Nord (59) | 35                 | 148 901                                 |
| 72   | CA du Grand Angoulême                        | Communauté d'agglomération        | Charente (16)                                                                                                  | 38                 | 142 458                                 |
| 73   | CA du Grand Chambéry                         | Communauté d'agglomération        | Savoie (73) | 38                 | 141 091                                 |
| 74   | CA Pays de Montbéliard Agglomération         | Communauté d'agglomération        | Doubs (25) | 73                 | 139 232                                 |
| 75   | CA Melun Val de Seine                        | Communauté d'agglomération        | Seine-et-Marne (77)                                                                                            | 20                 | 139 112                                 |
| 76   | CA Chartres Métropole                        | Communauté d'agglomération        | Eure-et-Loir (28)                                                                                              | 66                 | 136 921                                 |
| 77   | CA du Bassin de Bourg-en-Bresse              | Communauté d'agglomération        | Ain (01) | 74                 | 136 092                                 |
| 78   | CA Alès Agglomération                        | Communauté d'agglomération        | Gard (30) | 71                 | 135 747                                 |
| 79   | CA du Sud                                    | Communauté d'agglomération        | La Réunion (974)                                                                                               | 4                  | 133 164                                 |
| 80   | CA Le Grand Narbonne                         | Communauté d'agglomération        | Aude (11) | 37                 | 133 006                                 |
| 81   | CA de Béziers-Méditerranée                   | Communauté d'agglomération        | Hérault (34)                                                                                                   | 17                 | 131 383                                 |
| 82   | CA de la Région Nazairienne et de l'Estuaire | Communauté d'agglomération        | Loire-Atlantique (44)                                                                                          | 10                 | 131 317                                 |
| 83   | CA Sète Agglopôle Méditerranée               | Communauté d'agglomération        | Hérault (34)                                                                                                   | 14                 | 129 982                                 |
| 84   | CA Le Muretain Agglo                         | Communauté d'agglomération        | Haute-Garonne (31)                                                                                             | 26                 | 129 300                                 |
| 85   | CA Intercommunale de la Réunion Est          | Communauté d'agglomération        | La Réunion (974)                                                                                               | 6                  | 128 965                                 |
| 86   | CA Tarbes-Lourdes-Pyrénées                   | Communauté d'agglomération        | Hautes-Pyrénées (65)                                                                                           | 86                 | 127 612                                 |
| 87   | CA d'Hénin-Carvin                            | Communauté d'agglomération        | Pas-de-Calais (62)                                                                                             | 14                 | 126 133                                 |
| 88   | CA du Niortais                               | Communauté d'agglomération        | Deux-Sèvres (79)                                                                                               | 40                 | 123 389                                 |
| 89   | CA Maubeuge Val de Sambre                    | Communauté d'agglomération        | Nord (59) | 43                 | 122 909                                 |
| 90   | CA Mauges Communauté                         | Communauté d'agglomération        | Maine-et-Loire (49)                                                                                            | 6                  | 122 374                                 |
| 91   | CA Estérel Côte d'Azur Agglomération         | Communauté d'agglomération        | Var (83) | 5                  | 121 390                                 |
| 92   | CA Ardenne Métropole                         | Communauté d'agglomération        | Ardennes (08)                                                                                                  | 57                 | 120 380                                 |
| 93   | CA Agglo du Pays de Dreux                    | Communauté d'agglomération        | Eure (27) ; Eure-et-Loir (28)                                                                                  | 81                 | 116 484                                 |
| 94   | CA de l'Espace Sud de la Martinique          | Communauté d'agglomération        | Martinique (972)                                                                                               | 12                 | 115 038                                 |
| 95   | CA Laval Agglomération                       | Communauté d'agglomération        | Mayenne (53)                                                                                                   | 34                 | 114 872                                 |
| 96   | CA Carcassonne Agglo                         | Communauté d'agglomération        | Aude (11) | 83                 | 114 411                                 |
| 97   | CA Colmar Agglomération                      | Communauté d'agglomération        | Haut-Rhin (68)                                                                                                 | 20                 | 113 600                                 |
| 98   | CA Dracénie Provence Verdon Agglomération    | Communauté d'agglomération        | Var (83) | 23                 | 113 515                                 |
| 99   | CA Le Grand Chalon                           | Communauté d'agglomération        | Saône-et-Loire (71)                                                                                            | 51                 | 113 440                                 |
| 100  | CA du Boulonnais                             | Communauté d'agglomération        | Pas-de-Calais (62)                                                                                             | 22                 | 112 463                                 |
| 101  | CA Evreux Portes de Normandie                | Communauté d'agglomération        | Eure (27) | 74                 | 112 285                                 |
| 102  | CA Loire Forez Agglomération                 | Communauté d'agglomération        | Loire (42) | 84                 | 112 261                                 |
| 103  | CA Porte de l'Isère                          | Communauté d'agglomération        | Isère (38) | 22                 | 111 450                                 |
| 104  | CA du Pays de Meaux                          | Communauté d'agglomération        | Seine-et-Marne (77)                                                                                            | 26                 | 110 552                                 |
| 105  | CA d'Épinal                                  | Communauté d'agglomération        | Vosges (88) | 78                 | 110 099                                 |
| 106  | CA Marne et Gondoire                         | Communauté d'agglomération        | Seine-et-Marne (77)                                                                                            | 20                 | 110 064                                 |
| 107  | CU d'Arras                                   | Communauté urbaine                | Pas-de-Calais (62)                                                                                             | 46                 | 109 781                                 |
| 108  | CA du Bassin de Brive                        | Communauté d'agglomération        | Corrèze (19)                                                                                                   | 48                 | 108 611                                 |
| 109  | CA de Blois Agglopolys                       | Communauté d'agglomération        | Loir-et-Cher (41)                                                                                              | 43                 | 106 574                                 |
| 110  | CA Le Grand Périgueux                        | Communauté d'agglomération        | Dordogne (24)                                                                                                  | 43                 | 104 933                                 |
| 111  | CA Cholet Agglomération                      | Communauté d'agglomération        | Maine-et-Loire (49)                                                                                            | 26                 | 104 711                                 |
| 112  | CA du Pays de Gex                            | Communauté d'agglomération        | Ain (01) | 27                 | 104 472                                 |
| 113  | CA Dinan Agglomération                       | Communauté d'agglomération        | Côtes-d'Armor (22)                                                                                             | 64                 | 104 442                                 |
| 114  | CA du Pays de Saint-Omer                     | Communauté d'agglomération        | Pas-de-Calais (62)                                                                                             | 53                 | 104 320                                 |
| 115  | CA du Beauvaisis                             | Communauté d'agglomération        | Oise (60) | 53                 | 103 404                                 |
| 116  | CA de la Provence Verte                      | Communauté d'agglomération        | Var (83) | 28                 | 103 248                                 |
| 117  | CC Le Grésivaudan                            | Communauté de communes            | Isère (38) | 43                 | 103 196                                 |
| 118  | CA Seine-Eure                                | Communauté d'agglomération        | Eure (27) | 60                 | 102 892                                 |
| 119  | CA Quimper Bretagne Occidentale              | Communauté d'agglomération        | Finistère (29)                                                                                                 | 14                 | 102 574                                 |
| 120  | CA Cœur de Flandre                           | Communauté d'agglomération        | Nord (59) | 50                 | 102 562                                 |
| 121  | CA Bourges Plus                              | Communauté d'agglomération        | Cher (18) | 17                 | 102 172                                 |
| 122  | CA du Pays de Grasse                         | Communauté d'agglomération        | Alpes-Maritimes (06)                                                                                           | 23                 | 101 897                                 |
| 123  | CA Roannais Agglomération                    | Communauté d'agglomération        | Loire (42) | 40                 | 101 851                                 |
| 124  | CA Agglomération d'Agen                      | Communauté d'agglomération        | Lot-et-Garonne (47)                                                                                            | 44                 | 101 727                                 |
| 125  | CA Grand Belfort                             | Communauté d'agglomération        | Territoire de Belfort (90)                                                                                     | 52                 | 101 451                                 |
| 126  | CA Lannion-Trégor Communauté                 | Communauté d'agglomération        | Côtes-d'Armor (22)                                                                                             | 57                 | 100 877                                 |